# Astra 2A
Astra 2A luxemburgi kommunikációs műhold.

## Küldetés
A műhold biztosítja a teljes körű televíziós műsorszóró szolgáltatást, beleértve a HDTV és más fejlett audiovizuális és a széles sávú szolgáltatásokat. Szolgáltatást Európában, Közel-Keleten, Afrikában és a Nyugat-Ázsiában végez.

## Jellemzői
Gyártotta a Boeing Satellite Systems (amerikai), üzemeltette a Société Européenne des Satellites-Astra (SES Astra) Európa műhold üzemeltető magáncége.  Felépítése megegyezik az Astra 1H űreszközével.
Megnevezései:  COSPAR:1998-050A; SATCAT kódja: 25462.
1998. augusztus 30-án a Bajkonuri űrrepülőtérről, a LC-81/23 jelű indítóállványról egy Proton-K (Blok-DM3)  hordozórakétával állították közepes magasságú Föld körüli pályára (MEO = Medium Earth Orbit). Az orbitális pályája 1436,09 perces, 0,06° hajlásszögű, Geoszinkron pálya perigeuma 35 772 kilométer, az apogeuma 35 812 kilométer volt.
Alakja prizma, méretei 2,34 x 2,8 x 4,5 méter, tömege 3626 kilogramm. Szolgálati idejét 15 évre tervezték. Három tengelyesen stabilizált (Nap-Föld érzékeny) űreszköz. 66 televíziós csatorna, valamint videó és internet szolgáltatást végez. Telemetriai szolgáltatását antennák segítik. Információ lejátszó KU-sávos, 32 (26 aktív+6 tartalék) transzponder biztosította Európa lefedettségét. Az űreszközhöz napelemeket (gallium- arzenid) rögzítettek (kinyitva 26 méter; 8 kW), éjszakai (földárnyék) energia ellátását újratölthető kémiai akkumulátorok biztosítotják. A stabilitás és a pályaelemek elősegítése érdekében (monopropilén hidrazin) gázfúvókákkal felszerelt.